# Accord de stabilisation et d'association
Pour les articles homonymes, voir ASA.
- États membres
- Candidats reconnus
- Candidats potentiels
- Partenariat oriental
- Accord de partenariat et de coopération avec la Russie
- États membres de l'Association européenne de libre-échange
- Partenariat Euromed
- Autres pays de l'UPM

Un accord de stabilisation et d'association (ASA) est un traité international signé entre l'Union européenne (UE) et certains pays de la région des Balkans occidentaux. L'une des finalités de ces traités est de faciliter l'adhésion de ces États qui sont candidats potentiels ou reconnus à l'UE et dans le cadre de la stratégie pour les Balkans occidentaux mise en place en 2018, les objectifs pour la région ont été implémentés et les fonds alloués aux instruments de préadhésion ont été augmentés.
Les différentes étapes vers l'adhésion se présentent selon l'ordre suivant :
- Les négociations relatives aux accords de stabilisation et d'association ne peuvent s'ouvrir que si le pays concerné est suffisamment stable (politiquement, mais aussi économiquement). La Commission européenne établit alors un rapport de faisabilité et recommande l'ouverture des négociations au Conseil de l'Union.
- Les ASA préparent les États à une adhésion future en introduisant les règles communautaires (l'acquis communautaire) dans divers domaines. La conclusion d'un ASA prouve la capacité d'un pays à entretenir des relations plus approfondies avec l'Union.
- La conclusion d'un ASA peut être suivie d'une demande d'adhésion. Sur avis de la Commission, l'Union peut accorder au demandeur le statut de « pays candidat » et reconnaître politiquement les relations étroites nouées entre elle et ce pays.

## Accords en vigueur
- La Croatie avait signé un ASA le 29 octobre 2001 et a depuis adhéré à l'UE.
- La Macédoine du Nord a signé un ASA le 9 avril 2001 et a depuis obtenu le statut de candidat reconnu.
- L'Albanie a signé un ASA le 2 juin 2006 à Luxembourg. Cet accord de stabilisation et d'association règle les relations entre l'Union et la république d'Albanie ainsi que la coopération politique et économique et prévoit la création d'une zone de libre échange entre l'Union et l'Albanie dans les dix prochaines années. Entrée en vigueur le 1er avril 2009.
- Le Monténégro a signé un ASA le 15 octobre 2007 qui est entré en vigueur le 1er mai 2010.
- La Serbie a signé un ASA le 29 avril 2008 qui est entré en vigueur le 1er septembre 2013[2].
- La Bosnie-Herzégovine a signé un ASA le 16 juin 2008 qui est entré en vigueur le 1er juin 2015.
- Le Kosovo a signé un ASA le 27 octobre 2015 qui entre en vigueur le 1er avril 2016[3] ; compte tenu des particularités du pays et du refus de certains membres de l'UE de le reconnaître, l'ASA est signé du côté européen par Federica Mogherini, la Haute représentante de l'Union et est ratifiée par le Parlement européen. Celui-ci s'accompagne de la mise en place d'un mécanisme de suivi et de stabilisation en partenariat avec la MINUK[4].

## Statuts des accords
|                          | Croatie          | Macédoine        | Albanie          | Monténégro        | Serbie             | Bosnie-Herzégovine | Kosovo          |
| ------------------------ | ---------------- | ---------------- | ---------------- | ----------------- | ------------------ | ------------------ | --------------- |
| Début des négociations   | 24 novembre 2000 | 5 avril 2000     | 31 janvier 2003  | 10 octobre 2005   | 10 octobre 2005    | 25 novembre 2005   | 28 octobre 2013 |
| Initialisation (paraphe) | 14 mai 2001      | 24 novembre 2000 | 28 février 2006  | 15 mars 2007      | 7 novembre 2007    | 4 décembre 2007    | 25 juillet 2014 |
| Signature                | 29 octobre 2001  | 9 avril 2001     | 12 juin 2006     | 15 octobre 2007   | 29 avril 2008      | 16 juin 2008       | 27 octobre 2015 |
| Ratification :           |                  |                  |                  |                   |                    |                    |                 |
| de l'État                | 30 janvier 2002  | 27 avril 2001    | 9 novembre 2006  | 13 novembre 2007  | 9 septembre 2008   | 26 février 2009    | 2 novembre 2015 |
| Union européenne         | 21 décembre 2004 | 25 février 2004  | 26 février 2009  | 29 mars 2010      | 29 avril 2009      | 30 avril 2015      | 12 février 2016 |
| Allemagne                | 18 octobre 2002  | 20 juin 2002     | 19 février 2009  | 15 mai 2009       | 10 février 2011    | 14 août 2009       | 12 février 2016 |
| Autriche                 | 15 mars 2002     | 6 septembre 2002 | 21 mai 2008      | 4 juillet 2008    | 19 novembre 2010   | 4 septembre 2009   | 12 février 2016 |
| Belgique                 | 17 décembre 2003 | 29 décembre 2003 | 22 octobre 2008  | 29 mars 2010      | 20 mars 2012       | 29 mars 2010       | 12 février 2016 |
| Bulgarie                 | NA               | NA               | NA               | 30 mai 2008       | 16 juillet 2010    | 13 mars 2009       | 12 février 2016 |
| Chypre                   | NA               | NA               | 30 mai 2008      | 20 novembre 2008  | 26 novembre 2010   | 2 juillet 2009     | 12 février 2016 |
| Croatie                  | NA               | NA               | NA               | NA                | NA                 | NA                 | 12 février 2016 |
| Danemark                 | 8 mai 2002       | 10 avril 2002    | 24 avril 2008    | 25 juin 2008      | 3 mars 2011        | 26 mai 2009        | 12 février 2016 |
| Estonie                  | NA               | NA               | 17 octobre 2007  | 22 novembre 2007  | 19 août 2010       | 11 septembre 2008  | 12 février 2016 |
| Espagne                  | 4 octobre 2002   | 4 octobre 2002   | 3 mai 2007       | 12 mars 2009      | 21 juin 2010       | 15 juin 2010       | 12 février 2016 |
| Finlande                 | 6 janvier 2004   | 6 janvier 2004   | 29 novembre 2007 | 18 mars 2009      | 21 octobre 2011    | 7 avril 2009       | 12 février 2016 |
| France                   | 4 juin 2003      | 4 juin 2003      | 12 février 2009  | 30 juillet 2009   | 24 novembre 2011   | 12 juillet 2010    | 12 février 2016 |
| Grèce                    | 27 août 2003     | 27 août 2003     | 26 février 2009  | 4 mars 2010       | 26 janvier 2011    | 17 juin 2010       | 12 février 2016 |
| Hongrie                  | NA               | NA               | 23 avril .2007   | 14 mai 2008       | 9 novembre 2010    | 22 octobre 2008    | 12 février 2016 |
| Italie                   | 6 octobre 2004   | 30 octobre 2003  | 7 janvier 2008   | 13 octobre 2009   | 20 juillet 2010    | 25 juin 2010       | 12 février 2016 |
| Irlande                  | 6 mai 2002       | 6 mai 2002       | 11 juin 2007     | 4 juin 2009       | 29 septembre 2011  | 4 juin 2009        | 12 février 2016 |
| Lituanie                 | NA               | NA               | 17 mai 2007      | 4 mars 2009       | 18 juin 2013       | 4 mars 2009        | 12 février 2016 |
| Luxembourg               | 1er août 2003    | 28 juillet 2003  | 4 juillet 2007   | 11 juin 2009      | 21 octobre 2010    | 22 décembre 2010   | 12 février 2016 |
| Lettonie                 | NA               | NA               | 19 décembre 2006 | 17 octobre 2008   | 30 mai 2011        | 12 novembre 2009   | 12 février 2016 |
| Malte                    | NA               | NA               | 21 avril 2008    | 11 décembre 2008  | 6 juin 2010        | 7 janvier 2010     | 12 février 2016 |
| Pays-Bas                 | 30 avril 2004    | 9 septembre 2002 | 10 décembre 2007 | 29 janvier 2009   | 27 février 2012    | 30 septembre 2009  | 12 février 2016 |
| Pologne                  | NA               | NA               | 14 avril 2007    | 6 février 2009    | 27 octobre 2011    | 7 avril 2010       | 12 février 2016 |
| Portugal                 | 14 juillet 2003  | 14 juillet 2003  | 11 juillet 2008  | 23 septembre 2008 | 4 mars 2011        | 29 juin 2009       | 12 février 2016 |
| Roumanie                 | NA               | NA               | NA               | 15 janvier 2009   | 4 avril 2012       | 8 janvier 2010     | 12 février 2016 |
| Royaume-Uni              | 3 septembre 2004 | 17 décembre 2002 | 16 octobre 2007  | 12 janvier 2010   | 1er mars 2011      | 20 avril 2010      | 12 février 2016 |
| Suède                    | 27 mars 2003     | 25 juin 2002     | 21 mars 2007     | 11 mars 2009      | 15 avril 2011      | 14 septembre 2009  | 12 février 2016 |
| Slovénie                 | NA               | NA               | 18 janvier 2007  | 7 février 2008    | 20 octobre 2010    | 10 mars 2009       | 12 février 2016 |
| Slovaquie                | NA               | NA               | 20 juillet 2007  | 29 juillet 2008   | 8 septembre 2010   | 17 mars 2009       | 12 février 2016 |
| République tchèque       | NA               | NA               | 7 mai 2008       | 19 février 2009   | 20 janvier 2011    | 23 juillet 2009    | 12 février 2016 |
| Entrée en vigueur        | 1er février 2005 | 1er avril 2004   | 1er avril 2009   | 1er mai 2010      | 1er septembre 2013 | 1er juin 2015      | 1er avril 2016  |
| Résiliation              | 1er juillet 2013 |                  |                  |                   |                    |                    |                 |